# マタレーズ暗殺集団
『マタレーズ暗殺集団』(The Matarese Circle)は、ロバート・ラドラムが1979年に発表した小説である。

## ストーリー
アメリカでは軍の将軍が、ソ連では原子力の学者が殺された。ここで両政府に緊張が走るが、それはなんとか無事におさまった。
この事件から何日か経ったある日、KGBエージェントであるタレニエコフのところに1人の子どもがやってくる。その子どもの話によれば、ある大物が彼を呼んでいるというのだ。そしてその子についていった彼は驚いた。死んだと思われていた大物スパイが、死にかけた状態ながらも生きていたのである。
するとこの大物スパイが語り始める。
それまで各国で行われてきた暗殺のほとんどが、「マタレーズ」という暗殺集団によって行われていることをタレニエコフは知る。
そして大物スパイは、更に驚くべきことを言った。その暗殺は全て各国の政府が依頼していたというのだ。
タレニエコフは、半信半疑ながら彼に「なぜ今そのことを話すのか」と訪ねた。
「マタレーズが半世紀の時を経て、再び復活したのだ。しかも独自の活動を始めたのだ。目的は分からない。しかしこのままでは世界が危ない。アメリカに腕の立つ奴が1人いる。そいつと一緒に世界の崩壊を止めるのだ。」と大物スパイはこう答えた。
そして、最後に「答えはコルシカにあるかもしれん。」といい、亡くなっていった。
タレニエコフはまだ半信半疑ではあったが、彼の目が嘘を言っていなかったのは分かっていた。
そしてタレニエコフは、アメリカにいる宿敵であるCIAエージェントに協力してもらうために、会いに行くのであった。

## 映画化
マタレーズ暗殺集団は、映画化されることになった。
監督はデイヴィッド・クローネンバーグ。
CIAエージェント役には、デンゼル・ワシントンが決定している。
またKGBのエージェント役として、トム・クルーズと交渉している。